# The Kick (Foxes)
The Kick è il terzo album in studio della cantante britannica Foxes, pubblicato l'11 febbraio 2022 dalla PIAS Recordings.

## Antefatti
In occasione dell'annuncio del disco, Foxes ha spiegato che la sua creazione è avvenuta durante la pandemia di COVID-19: «L'album è stato scritto durante il lockdown, da un luogo in cui volevo scappare dai muri del mio stesso appartamento, l'ho scritto immaginando la libertà e la danza e le persone che potevano abbracciarsi di nuovo. Ho passato così tanto tempo su Zoom, giorno e notte solo scrivendo parole e melodie e prima che me ne rendessi conto, avevo scritto un album degno di materiale. Ho sentito una sensazione selvaggia e animalesca di voler socializzare di nuovo e queste sensazioni semplicemente non si fermavano. [...] Essere isolata mi ha fatto scavare davvero in profondità nella mia mente e la mia immaginazione si è scatenata. La maggior parte della musica è una celebrazione, ma parte della musica proviene da un luogo doloroso, di perdita e crepacuore. Mi sono sentita intrappolata e quasi come se le mie interiora stessero ballando ma non potevo esprimerlo, ma scriverlo mi ha permesso di sentirmi di nuovo libera. Questo disco sembra un nuovo inizio e la capacità di tornare in vita dopo un periodo così strano in cui siamo stati tutti soli».
Durante una sessione di Instagram Live, il 31 luglio 2021 l'artista ha confermato che l'album era finito e che sarebbe uscito all'inizio del 2022. Ha affermato inoltre che il suo terzo album sarebbe stato "il più autentico possibile" e tutto incentrato sulle esperienze di vita e "non solo sulle rotture". Il 3 novembre pubblicherà la track-list dell'album attraverso delle foto su Instagram. Il 7 febbraio 2022, la cantante ha annunciato che avrebbe ospitato un Launch Party per l'album a Londra, un evento solo su invito. Due giorni dopo lei stessa, attraverso i suoi social, ha dichiarato che avrebbe annullato la festa dopo aver contratto il COVID-19.
Questo è il primo album in studio che Foxes pubblica da All I Need (2016). Il 16 settembre 2021, il giorno dopo l'uscita del primo singolo Sister Ray, è stato rivelato il titolo definitivo del disco (inizialmente intitolato Too Much Colour) e che sarebbe stato pubblicato l'11 febbraio 2022. Agli inizi di gennaio 2022 è stata comunicata la posticipazione dell'edizione fisica al 25 febbraio 2022.

## Promozione
Il 15 settembre 2021 è stato pubblicato come primo singolo Sister Ray, a cui hanno fatto seguito nel corso dell'anno anche Dance Magic il 13 ottobre e Sky Love il 3 novembre. Il 7 gennaio 2022 esce il quarto singolo Absolute, mentre il 26 dello stesso mese è stata la volta di Body Suit.
In concomitanza con la pubblicazione dell'album, Foxes ha reso disponibile il video di Growing on Me; nello stesso giorno sarebbe dovuto inoltre partire la tournée The Kick Tour, composta da sei date nel Regno Unito. A causa del COVID-19 contratto dalla cantante, il tour ha avuto luogo tra febbraio e marzo 2022. Nello stesso anno l'artista ha partecipato al Migty Hoopla Festival per festeggiare il mese del Pride.

## Tracce
Testi e musiche di Louisa Rose Allen, James Greenwood, EASYFUN, Laura Dockrill,  Morgan Nagler, Tom Kane, Jack Leonard, Alex Hope, Nate Cyphert, Johnny "Ghostwriter" Harris, Jon Green, Cheap Cuts, Roosevelt, Oli Bayston, Alex Metric.
1. Sister Ray – 3:39
2. The Kick – 3:20
3. Growing on Me – 3:09
4. Potential – 3:33
5. Dance Magic – 2:45
6. Body Suit – 4:02
7. Absolute – 3:10
8. Two Kinds od Silence – 3:07
9. Forgive Yourself – 3:30
10. Gentleman – 3:48
11. Sky Love – 3:24
12. Too Much Colour – 2:55